# 新桥街道 (温州市)
新桥街道是中华人民共和国浙江省温州市瓯海区下辖的一个街道办事处。

## 行政区划
新桥街道下辖以下村级行政区划单位：
截至2021年10月，新桥街道下辖7个社区和1个行政村：新瓯社区、金蟾社区、新桥社区、西湖社区、三浃社区、山前社区、高翔社区、高翔村， 街道办事处驻新桥社区金蟾大道6号。
金蟾社区、新桥社区、高翔工业社区、高翔社区、西湖社区、三浃社区、山前社区、新桥村、高翔村、山前村、三浃村和西湖村。